# Костинский, Даниил Владимирович
Даниил Владимирович Костинский (род. 30 октября 1970, Ленинград, СССР) — продюсер и директор проекта «Ночь пожирателей рекламы» в России.

## Биография
Окончил ленинградскую школу № 179. Получил два высших образования: первое в РГПУ им. Герцена по специальности «Учитель физики и астрономии», второе — в ЛГИТМиКе (театральный институт) по специальности «Актёрское искусство».
До 2000 года работал школьным учителем, ведущим телевизионной передачи, режиссёром и сценаристом.
С 2000 года работает в рекламном агентстве «ТВИН Медиа» и возглавляет проект «Ночь пожирателей рекламы» на территории России. «Ночь пожирателей рекламы» под руководством Костинского проходит в 40 российских городах. В Москве и Санкт-Петербурге Костинский проводит шоу не только как продюсер, но и как ведущий.
Преподаватель кафедры продюсерства факультета управления Санкт-Петербургского государственного института кино и телевидения и мастер-классов по рекламе.